# 縄筋
縄筋（なわすじ）は、日本の民間信仰の一つで、悪魔や化け物の通路とされる道のこと。香川県坂出市、兵庫県に伝わっている。行く先が見えないほど細長い一本道とされ、このような場所に建物を建てると凶事があるといわれる。
1939年（昭和14年）ごろ、香川県の川津村（現・坂出市）の水源地で、縄筋といわれる道の一部を潰して新道が造られたところ、その水源地で宿直している職員たち全員が、寝ている最中に何者かに胸をしめつけられる怪異に見舞われた。苦痛で目を覚ました彼らは、黒い顔に赤い口の化け物を見たり、何者かが窓の外を走り去る音や、窓に砂利が投げつけられるような音を聞くようになった。神棚を作って神主にお祓いをしてもらったところ、この怪現象は抑まったという。
また兵庫県佐用郡では、縄筋で転ぶと病気になるといわれ、縄筋に近づくことを避けるという。
同様に岡山県東河原、西河原、赤磐郡赤坂町（現・赤磐市）では魔物の通り道とされる場所をナメラスジ、ナマムメスジ、魔物筋（まものすじ）などと呼び、この場所に家を建てると病人が続出するなどの凶事が起こるといって、家を新築する際にそうした場所を避けるよう十分気を配る風習がある。